# 7216 Ishkov
7216 Ishkov eller 1977 QQ2 är en asteroid i huvudbältet som upptäcktes den 21 augusti 1977 av den rysk-sovjetiske astronomen Nikolaj Tjernych vid Krims astrofysiska observatorium på Krim. Den har fått sitt namn efter astrofysikern Vitalij Isjkov.
Asteroiden har en diameter på ungefär tre kilometer.